# يكة عملاقة
يكة عملاقة (الاسم العلمي: Yucca gigantea) هي نوع من النباتات تتبع جنس اليكة من الفصيلة الهليونية.